# ناحیه قبادیان
ناحیهٔ قبادیان (به تاجیکی: Ноҳияи Қубодиён) یکی از ناحیه‌های اداری ولایت ختلان است که در جنوب کشور تاجیکستان جای دارد و مرکز این ناحیه، جماعت قبادیان می‌باشد؛ و با شهر دوشنبه ۱۹۸ کیلومتر فاصله دارد.

## مردم
بر پایهٔ آمار سال ۲۰۰۸ میلادی، این ناحیه ۱۱۸٬۷۲۱ نفر جمعیت داشته‌است که به زبان‌های فارسی تاجیکی و ازبکی سخن می‌گویند.

## حکومت
سرور ناحیهٔ قبادیان، رئیس حکومت آن است که توسط رئیس جمهور تاجیکستان برگزیده می‌شود، نهاد قانونگذاری ناحیهٔ قبادیان، مجلس نمایندگان خلق می‌باشد که توسط رأی‌دهندگان این ناحیه برای ۵ سال انتخاب می‌شوند.

## تقسیمات
جماعت‌های این ناحیه به‌شرح زیر است:
| بخش‌های شهرستان قبادیان |        |
| جماعت (بخش)            | جمعیت  |
| قبادیان                | ۷٬۴۹۹  |
| اوتکری نظرف            | ۱۵٬۶۱۸ |
| نیازف                  | ۱۳٬۷۹۵ |
| ناصرخسرو               | ۲۵٬۱۵۴ |
| ینگی‌یول                | ۲۰٬۸۸۹ |
| سیدنظر خدای‌قولف        | ۲۸٬۹۰۳ |
| نوآباد                 | ۶٬۸۶۳  |